# Rio da Prata (vattendrag i Brasilien, Goiás, lat -18,85, long -52,18)
Rio da Prata är ett vattendrag i Brasilien.   Det ligger i delstaten Goiás, i den södra delen av landet, 600 km sydväst om huvudstaden Brasília.
Omgivningarna runt Rio da Prata är huvudsakligen savann. Trakten runt Rio da Prata är nära nog obefolkad, med mindre än två invånare per kvadratkilometer.